# Jean Théophile Victor Leclerc
Jean Théophile Victor Leclerc, Jean-Theophilus Leclerc o Theophilus Leclerc d'Oze (La Cotte -Montbrison, Loira-, 1771 – 1796), fue un político y publicista francés, líder de la facción política más radical de la Revolución francesa.
Era hijo de un ingeniero civil. En su juventud viajó a Martinica, de donde fue expulsado en 1791 por distribuir propaganda revolucionaria. Volvió a la metrópoli y se alistó en el primer batallón de Morbihan.
Leclerc mantenía posturas políticas tan radicales que fue expulsado de los jacobinos, tras lo que entró en el de los cordeleros (que también le expulsaron) y pasó a ser uno de los miembros fundadores de los enragés. En 1793 se casó con Pauline Léon que con Claire Lacombe había fundado la Société des Républicaines Révolutionnaires, club revolucionario femenino de tendencia radical, que había sido prohibido el año anterior. Ambos publicaron desde 1793 un periódico con el nombre de L'Ami du peuple par Leclerc, donde abogaban por la purga radical del ejército, que debería convertirse en un ejército revolucionario únicamente compuesto por los partidarios del Terror, y por la ejecución de todo sospechoso de ser contra-revolucionario. Tras la muerte de Jean-Paul Marat, Leclerc y Jacques Roux eran consideraros sus herederos ideológicos. Sus actividades publicistas acabaron con su detención en abril de 1794. Tras ser liberado en agosto del mismo año, tanto él como su mujer se mantuvieron apartados de la vida política en los dos últimos años de su vida.
también